# Stazione di Predosa
La stazione di Predosa è una stazione ferroviaria posta sulla linea Alessandria-Ovada. Serve il centro abitato di Predosa.

## Movimento
A partire dal 17 giugno 2012 il servizio viaggiatori sulla linea è stato sospeso, di conseguenza la stazione risulta priva di traffico.
La linea tuttavia rimane percorsa da treni merci.